# Franc Babič
Franc Babič, slovenski trgovec in mecen, * 17. november 1868, Kranj, † 22. avgust 1913, Ljubljana.
Rodil se je očetu Janezu in materi Jožici (roj. Jerac). Babič se je najprej v Domžalah in nato Ljubljani pri trgovcu Mehletu izučil za trgovskega pomočnika. Po Mehletovi smrti je bil najprej poslovodja v njegovi trgovini  na Dolenjski cesti, katero je nato leta 1901 kupil in močno povečal. Kot mecen je podpiral  dijake, deloval v raznih društvih in zapustil Družbi sv. Cirila in Metoda hišo na Dolenjski cesti 14, ter daroval: Glasbeni matici, Sokolu II in Salezijancem na Rakovniku vsakim po 500 kron.